# ケッコーなお手前です。
『ケッコーなお手前です。』（ケッコーなおてまえです、Kekko na otemaedesu）は、みよしふるまちによる日本の漫画作品である。

## 概要
『月刊コミックアヴァルス』（マッグガーデン）にて2011年6月号から2012年8月号まで連載された。単行本は全３巻。
アメリカ人留学生と茶道家元の息子を中心に初心者だらけの高等学校の小さな茶道部での活動を描いた物語である。キャッチフレーズは“青春＋お茶マンガ”。茶道そのものより、部活動や主要人物2人の生活の描写が重視されている。

## あらすじ
日本の文化に興味を持ったアメリカ人留学生ユージーンは最近見た剣道や柔道と同じ武道だと勘違いして茶道部を見学希望していた。職員室で近くに居合わせた鳥居樹は茶道部の顧問から茶室へ案内するよう頼まれる。案内だけして帰るつもりだった樹も茶道部の部長に捕まり1席体験することになる。部長がお茶を点てる最中、ユージーンは勘違いに気づき、「ティーパーティーはウチでも出来る、何の価値があるのか全然わからない」と告げてその場を去ろうとする。その言葉が癇に障ったのか、樹は自分がこの後に点てる茶を飲んでから帰るようユージーンに告げた。茶を飲んだユージーンは自身でも理解できないまま涙をこぼし、故郷や友人のことを思い出した。ユージーンは帰り道で樹に友達になってくれるように言うが、樹からはつれない対応をされる。翌日ユージーンは茶道部に入り、顧問から樹が地元の有名な茶道の家元の生まれだと聞き、コーチになってくれるよう頼むが、家での稽古に真剣に取り組んでいるため、茶道部に割く時間がないと断られる。ユージーンは自らも真剣に取り組む意思を見せるため、「お手前」を覚えると意気込むが、樹に教える条件として、翌日中という期限を決められた。ユージーンは部長とできるだけ練習し、顧問の用意した英語の茶道教本を夜遅くまで読み、目の下に隈を作って「お手前」に臨む。子供の頃から稽古を優先して寂しい思いをしてきた樹はユージーンの心意気に触れ、茶道部へ入部する。茶道部の活動に参加してくれる女子が2人増え、試行錯誤しながら体育祭や文化祭などの行事に向けて頑張っていく。

## 登場人物

### 主要人物
ユージーン・オルコット
本作の主人公。アメリカからの留学生として新潟県立上村西高等学校に通っている男子生徒。金髪碧眼で背が低く、睫毛が長い。1年2組。性格は明るく元気でよく喋る。日本語を話すが、まだカタコトである。日本では祖父母と暮らしている。通学手段は自転車。携帯電話を持っていない。学校の友達からは「ジーン」と呼ばれている。アメリカでは少年野球をやっていたこともあり足が速い。
鳥居 樹（とりい いつき）
地元の有名な茶道家元の跡継ぎ息子。部活茶道には興味がなかったが、ユージーンと部長の熱心な勧誘により入部した。端整な顔立ちをしているが無愛想でツンデレ。礼儀と身なりに厳しい。髪の色は黒く、髪型はシンプルなショートボブで、髪で耳が隠れている。1年3組。通学手段は徒歩。子供の頃は稽古を優先していたため、友達と外で遊んだ経験がほとんど無く、現在まであまり友達の話をしないため、両親も気にしている。

### 茶道部
伝統的に帰宅部扱いされており活動実績は特に無く、活動していたのは部長の内藤のみだった。新入部員は10人以上いるが、ほぼ幽霊部員であり、活動はしない。現在部活動に使用している茶室は以前は宿直室だった。当初の活動日は週1日だったが、樹の提案で後に週3日となった。
佐山（さやま）
顧問の女性教諭。ソフトボール部も兼任している。黒髪で髪型はセンター分けのミディアムボブ。性格は明るく、気さくである。1年2組の担任。茶道に関しては素人だが、生徒の様子を見るついでにお茶を飲みに来る。
内藤（ないとう）
茶道部部長。3年生の男子生徒。パーマがかった髪質でリムレスフレームの眼鏡をかけており、樹より背が高い。思いやりのあるやさしい性格で新入部員がいつ来てもいいよう活動日以外も茶室に居る。運動や芸術の才能が無いことを自覚している。進学希望で夏休みは予備校に通っていた。
原 理瀬（はら りせ）
髪型はお団子頭でシュシュで留めており、前髪の一部を真ん中で分けて両側に垂らしている。1年3組。放送委員。友人手作りのストラップを紛失し、見学の際に茶室の入口でカバンを引っ掛けたのを思い出し、鍵の壊れている地窓から侵入を試みて樹に見つかる。ストラップはユージーンがゴミと思って捨ててしまっていた。ゴミ捨て場について来た内藤に対し、茶道には興味がなく、部に入る気もないからと協力を断ったが、それでも探す内藤の人柄とストラップが見つかったことで茶道部へ入部する。珠子とは古くからの友人でとても信頼している。
及川 珠子（おいかわ たまこ）
理瀬とともに一度茶室を訪れ、仮入部していた女子生徒。黒髪ショートヘアで左側の髪を2本のピンで留めている。理瀬より背が低い。家業は和菓子屋でお金に厳しい。1年2組。猫舌。体が弱く、中学生の頃から学校を休みがちだったが、その時に常に声をかけてくれた理瀬と友達になる。

### 吹奏楽部
茶道部と変わらない弱小部。やっと合奏ができる人数が揃った。しかしコンクールに出られる人数ではないため、文化祭に向けて意気込んでいる。練習内容にはランニングや筋力トレーニングも含んでいる。
根屋（ねや）
吹奏楽部部長。内藤のクラスメイトで幼馴染の男子生徒。必要以上に内藤に対抗意識を燃やす。内藤のみずがめ座、血液型はA型、嫌いなものはキュウリ。
清水（しみず）
内藤の幼馴染。吹奏楽部であり、根屋の暴走を止める役目。内藤より背が高い。細身の短髪で、やや眉毛が太い。

### ユージーンの家族
テディ
祖父。樹らの住む町の商店街で立ち飲みバーを経営している。背が高く、髪は短髪で短い顎鬚を蓄えている。アメリカに居た頃も店（ダイナー）を持っていた。
ユージーンの祖母
テディとともに日本に住んでいる。お茶が大好きで、以前は色々な国を回り、飲み比べをしていた。
ユージーンの父
語学習得のためならとユージーンの留学を許可した。合理性・効率を重視しており就職のステップとならない茶道を否定した。仕事が忙しくあまり家には帰らない。ユージーンやテディともあまり仲が良くない。テディより頭半分ほど背が低い。ファンタジー小説が大好き。

### 樹の家族
樹の父
江戸時代の上村藩（かみむらはん）で代々茶道方として仕えた越後淡州流（えちごたんしゅうりゅう）家元・鳥居家の末裔。海外でも茶を点てている。髪型はオールバック。

### その他の人物
リカルド
ユージーンの旧友。ユージーンと同じアメリカの少年野球チームに所属し、何度か地区のオールスター戦に選ばれていた。貧しい家庭に生まれ、道具を長く大事に使っていた。ある日、母親から金銭面から野球をやめさせられ、練習に来なくなる。その後、ユージーンが代わりとしてオールスターに選ばれ、試合を観戦に来るが、ユージーンのだらしない姿に「役立たず」と一言告げて去った。髪が黒く癖毛で、目が隠れるほどベースボールキャップを深く被っている。当時はユージーンから「リコ」と呼ばれていた。
渡辺（わたなべ）
新しい町会長。白髪で短髪の老人男性。鳥居家とも付き合いがある。新潟県付近の方言を話す。樹らの高校の体育祭に来賓として訪れ、喋りながらお茶を淹れているユージーンと珠子を叱責し、お茶の温度にも気を配るよう指導した。家業は不明だが外国人を雇用したことがあり、日本人とは根本的な違いがあると樹に愚痴をこぼした。
笹口
渡辺の前の町会長。樹らが通う高校の裏に住んでおり、茶を栽培していたが、腰を痛めたため町会長も辞め、跡継ぎもいないことから茶畑も手放すことになった。

## 用語解説
文化祭
例年10月末に行われ、来客達の投票により優秀な出し物を決定する。1位になると希望の進路に行けるというジンクスがある。

## 舞台
本作の舞台は新潟県であり、江戸時代に上村藩（かみむらはん）と呼ばれていた地域。田舎の港町で産業に乏しく人口も多いとは言えない。

## 書誌情報
- みよしふるまち 『ケッコーなお手前です。』 マッグガーデン 〈マッグガーデンコミックス アヴァルスシリーズ〉、全3巻
  1. 2011年12月15日発売、ISBN 978-4-86-127928-7
  2. 2012年6月15日発売、ISBN 978-4-80-000015-6
  3. 2012年11月15日発売、ISBN 978-4-80-000065-1